# Juan Soto Quintana
Juan Ernesto Soto Quintana (Santiago del Cile, 25 giugno 1956) è un ex calciatore cileno, di ruolo centrocampista.

## Carriera
Con la Nazionale cilena ha partecipato alla Copa América 1983.